# TV–O–100
A TV–O–100 a ribinszki OMKB tervezőirodában kifejlesztett és a Marsz vállalatnál gyártott tengelyteljesítményt szolgáltató gázturbinás hajtómű (szabadturbinás hajtómű), melyet a Ka–126 könnyű helikopteren alkalmaznak. Légcsavaros gázturbinás változata a TV–D–100, mely kétfokozatú reduktorral van felszerelve. Névleges teljesítménye 537 kW (720 LE).

## Története
Az OMKB 1981-ben lett az MNPO Szojuz (ma: AMNTK Szojuz) része. Ezt követően, 1982-ben kezdődött el a Szojuz szakembereivel együttműködve egy kisméretű szabadturbinás helikopter hajtómű kifejlesztése. Párhuzamosan két tervet dolgoztak ki. Az egyiket az RNKB készítette el, ez egy hagyományos felépítésű gázturbina terve volt. A Szojuz készítette a másik tervet. Ez elrendezésében a francia Turbomeca TM 333-ra hasonlított, annak felépítését követte. Később ez utóbbi tervet fogadták el, és ennek alapján kezdődött el az RMKB-nál 1982-ben a TV–O–100-as hajtómű fejlesztése. Eredetileg 39-es típus volt a gyári jelzése. A szabadturbinás hajtóművel párhuzamosan folyt a légcsavaros változat fejlesztése is, melyet kétfokozatú reduktorral szereltek fel. A fejlesztés nagyon lassan haladt. Jelentős számú műszaki problémát kellett menet közben megoldani. Ezek oka a Szovjetunióban addig nem alkalmazott konstrukciós megoldások és az ehhez szükséges technológia hiánya volt.
A hajtómű az 1980-as évek végére készült el. 1988-ban hajtotta végre az első felszállását a Ka–126-os helikopter prototípusa a TV–O–100-as hajtóművel. 1989-ben kapott légi alkalmassági bizonyítványt. 1991-ig a kísérleti gyártás során 32 darabot készítettek.
Az eredeti elképzelések szerint a hajtómű licencét eladták volna Romániának és a sorozatgyártása, akárcsak a Ka–126-os helikopteré, ott folyt volna.
Az OMKB tervezőiroda elkészítette a hajtómű növelt teljesítményű változatét is, a TV–O–100F-t. Módosították a hajtómű gázgenerátorát. A nyomásviszony 10,2-re emelésével 619 kW-ra (830 LE) növelték a maximális teljesítményt.
A terv a Szovjetunió megszűnése és a KGST megszűnése miatt nem valósult meg. Csak kisebb sorozat készült a hajtóműből, megrendelés hiányában napjainkban nem gyártják.
A TV–D–100 légcsavaros gázturbinás változataát az Aeroprogressz cég T–610 többcélú szállító repülőgépén tervezték használni, de erre végül nem került sor.

## Műszaki adatok
- Maximális teljesítmény: 720 LE (537 kW)
- Névleges teljesítmény: 700 LE (522 kW)
- Fajlagos tüzelőanyag-fogyasztás: 646 g/LE·h
- Hossz: 1275 mm
- Magasság: 735 mm
- Szélesség: 780 mm
- Száraz tömeg: 156-160 kg